# Nam Ka
Nam Ka là một xã thuộc tỉnh Đắk Lắk, Việt Nam.

## Địa lý
Nam Ka là một xã vùng sâu nằm ở phía tây nam huyện Lắk, có vị trí địa lý:
- Phía đông giáp xã Đắk Nuê
- Phía tây giáp xã Ea Rbin
- Phía nam giáp xã Quảng Phú, huyện Krông Nô, tỉnh Đắk Nông và xã Krông Nô
- Phía bắc giáp các xã Buôn Triết và Buôn Tría.

Xã có diện tích 94,13 km², dân số năm 1999 là 1.510 người, mật độ dân số đạt 16 người/km².
Một phần khu bảo tồn thiên nhiên Nam Kar nằm trên địa bàn xã. Ngoài ra, phía nam xã có công trình thủy điện Buôn Tua Srah trên dòng sông Krông Nô.

## Hành chính
Xã Nam Ka được chia thành 4 buôn: Buốc, Krái, Lăch Lo, Tu Sria.

## Lịch sử
Sau năm 1975, Nam Ka là một xã thuộc huyện Lắk.
Ngày 9 tháng 11 năm 1987, huyện Krông Nô được thành lập, xã Nam Ka chuyển sang trực thuộc huyện Krông Nô.
Tháng 5 năm 1992, xã Nam Ka được chia thành hai xã: Nam Ka và Ea R'bin.
Ngày 26 tháng 11 năm 2003, Quốc hội ban hành Nghị quyết 22/2003/QH11 chia tỉnh Đắk Lắk thành hai tỉnh Đắk Lắk và Đắk Nông. Theo đó, phần lớn địa bàn huyện Krông Nô thuộc tỉnh Đắk Nông, riêng 2 xã Ea R'bin và Nam Ka thuộc địa giới hành chính tỉnh Đắk Lắk.
Ngày 2 tháng 1 năm 2004, Chính phủ ban hành Nghị định 04/2004/NĐ-CP. Theo đó, sáp nhập các xã Ea R'bin và Nam Ka vào huyện Lắk.